# بیت (رایانه)

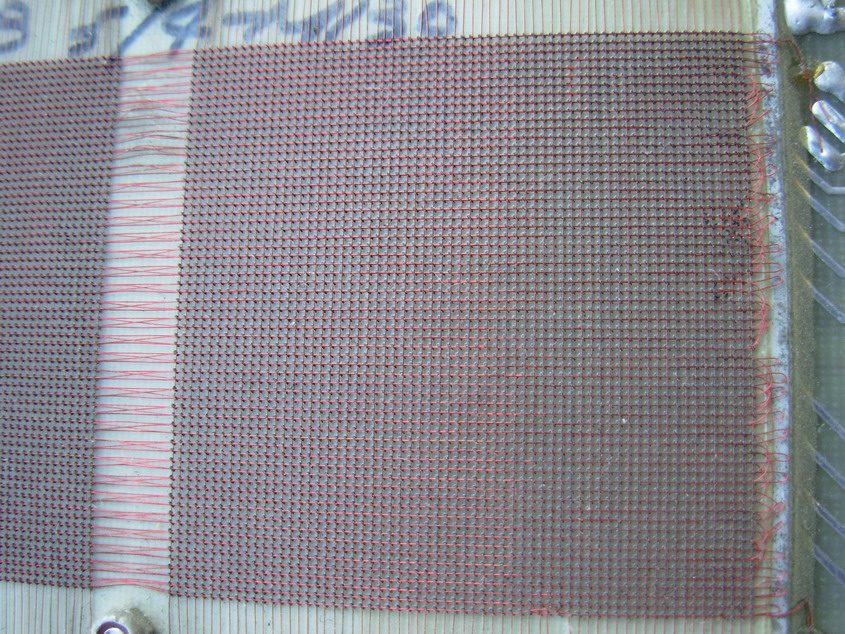
حافظه کامپیوتر از دهه 80 که در آن می توانید بیت های فیزیکی را ببینید. اندازه‌ی این مجموعه حدودا 4x4 سانتی متر است. ظرفیت این حافظه 512 بایت (0.5 کیلوبایت) است. برای درک کامل ظرفیت این حافظه، این مثال را در نظر بگیرید که 538 مجموعه حافظه به این شکل نیاز است که همین تصویر را ذخیره کند.

بیت (به انگلیسی: bit) (کوتاه شدهٔ binary digit به معنی رقم دوتایی) به معنای رقم در دستگاه اعداد دودویی است. بیت یا یک 0 یا یک 1 است و کوچک ترین اندازه گیری داده است. همان‌طور که در 8 بیت 1 بایت قرار دارد، هفت بیت هم یک بایت می شود.
«بیت» در نظریه اطلاعات، بیان‌گر واحدِ (یکای) محتوای اطلاعا
نشان بیت: b
سرواژه عبارت: bit
bit مخفف عبارت bi=ball item tvاست.

## معنی
بیت یک عدد در دستگاه اعداد دودویی و یکای اندازه‌گیری داده در رایانه است و هر ۸ بیت معادل ۱ بایت است.
بیت کوچک‌ترین واحد داده در ذخیره و بازیابی داده در رایانه محسوب می‌شود.

## بیت توازن
یک بیت اضافی که برای کنترل خطا در گروه‌هایی از بیت‌های ارسالی در سامانه‌های رایانه‌ای، مورد استفاده قرار می‌گیرد. در ریزرایانه‌ها، این اصطلاح همراه ارتباطات مودم به مودم ریزرایانه‌ها زیاد دیده می‌شود و اغلب نیز برای کنترل صحت کاراکترهای مخابره شده به کار می‌رود. در این روند، رایانه فرستنده، یک بیت توازن به هر گروه از بیت‌ها (تک تک بایتها) اضافه می‌کند. تنظیم این بیت توازن به نوع توازن مورد استفاده بستگی دارد.
این روش از توازن زوج یا توازن فرد استفاده می‌کند؛ یعنی تعداد یک‌ها را طبق قرار داد یا زوج می‌کنیم یا فرد، بدین ترتیب به‌راحتی می‌توان داده‌های اشتباه را شناسایی کرد.